# Divadlo Na Jezerce
Divadlo Na Jezerce (DNJ) působí v Praze 4 – Nuslích v prostředí parku Jezerka, v klasicistní budově bývalé usedlosti, kde v minulosti sídlila i Československá televize. Budova byla v letech 1999 až 2004 rekonstruována. Areál usedlosti je od roku 1975 zapsán do státního seznamu kulturní památkou.
Divadlo je soukromé, založil ho v lednu 2004 Jan Hrušínský, který je od té doby jeho principálem. Areál divadla je majetkem Městské části Praha 4.
Profiluje se jako výrazné autorské divadlo (např. inscenace Občan první jakosti, Ze života Čapka, Mašíni, Mnoho povyku pro lajk, Pánský klub, Baťman – a další). Nabízí kvalitní činoherní repertoár od klasiky až po moderní dramata a komedie. 
V budově se nachází bezbariérový a klimatizovaný sál s kapacitou 227 diváků a divadelní restaurace. Česká televize dosud[kdy?] zaznamenala do svého archivu 7 inscenací DNJ:
- Ženitba od Nikolaje Vasiljeviče Gogola,
- Hra roku 2003 ve Francii Takový žertík režiséra Lukáše Hlavici,
- Paní plukovníková s Jiřinou Bohdalovou v titulní roli a v režii Vladimíra Strniska,
- Cenou Thálie oceněný Shylock v podání Milana Kňažka,
- Pánský klub autora a režiséra Matěje Balcara,
- Gin Game D. L. Coburna v režii Radka Balaše,
- Občan první jakosti autora a režiséra Matěje Balcara.

V anketě MČ Praha 4 se Divadlo Na Jezerce několikrát umístilo mezi nejlepšími firmami Prahy 4. V roce 2014 v anketě iDNES.cz bylo Divadlo Na Jezerce zařazeno na 4. místo mezi 25 největších objevů v kultuře za posledních 25 let. Za rok 2016 vykázala společnost Divadlo Na Jezerce s.r.o. tržby ve výši 20 milionů korun. Stejně vysoké jsou ale i průměrné roční náklady na provoz a uměleckou činnost divadla. Jan Hrušínský získal za činnost Divadla Na Jezerce Cenu Prahy 4 a v roce 2014 se stal jako ředitel DNJ čestným občanem Prahy 4.  
Inscenace Divadla Na Jezerce od roku 2004 vidělo už více než 1 500 000 diváků.[kdy?][zdroj⁠?!]
10. března 2020 se divadlo zviditelnilo, když jeho principál Jan Hrušínský na Facebooku protestoval proti zákazu akcí pro více než 100 osob, který vyhlásilo opatřením ministerstvo zdravotnictví v souvislosti s epidemií koronaviru SARS-CoV-2. Na Facebooku napsal, že jde o „likvidaci všech nepohodlných“. V rozhovoru pro Seznam Zprávy pak znovu potvrdil a vysvětloval, že opatřeními „pan premiér vyvolává určitou paniku, jež možná má za cíl něco úplně jiného, minimálně zakrýt problémy, které má se svým trestním stíháním a svými kauzami“, proč mu opatření přijdou nadbytečná, resp. nepřiměřená a nevyvážená, a jak divadlo postihnou.

## Herci a režiséři divadla
- Jan Hřebejk
- Matěj Balcar
- Jaroslav Dušek
- Petr Vacek
- Radek Balaš
- Jan Jirků
- Jan Hrušínský
- Miluše Šplechtová
- Kristýna Hrušínská
- Milan Šteindler
- Petr Čtvrtníček
- Jan Čenský
- Milan Kňažko
- Nela Boudová
- Jan Vlasák
- Daniel Šváb
- Patricie Solaříková
- Vanda Chaloupková
- Jan Řezníček
- Iva Hüttnerová
- David Suchařípa
- Libor Hruška
- Ondřej Kavan
- Jaromíra Mílová
- Anežka Rusevová
- Jaroslava Kretschmerová
- Denisa Pfauserová
- Zdeněk Maryška
- Martin Sitta
- Martin Bohadlo
- Martin Leták
- Johana Jedličková
- František Staněk
- Ivo Šmoldas
- Nataša Burger
- Ondřej Dvořák
- Vlastimil Zavřel
- Zuzana Žáková
- Václav Liška
- Lukáš Hlavica
- a další...

## Repertoár
Mezi tituly, které zde byly uvedeny, patří:
- Zahraj to znovu, Same
- Takový žertík
- Manželské vraždění
- Kumšt
- Na dotek
- Válka Roseových
- Musíme si pomáhat
- Petrolejové lampy
- Večer tříkrálový
- Ženitba
- Darda
- Jeppe z vršku
- Shylock
- Paní plukovníková
- Charleyova teta
- Práskni do bot
- Generálka
- Už je tady zas!
- Saturnin
- Sláva strojů a měst
- Pánský klub
- Gin Game
- Naprostí cizinci
- Ze života Čapka
- Mašíni
- Občan první jakosti
- After life
- Mnoho povyku pro lajk
- Bylo nás pět (tenkrát)
- Baťman